# Inés Remersaro
Inés Remersaro Coronel (* 2. Dezember 1992 in Montevideo) ist eine uruguayische Schwimmerin.

## Leben und Karriere
Die 1,65 Meter große Sportlerin, deren Vater Jorge Remersaro als Wasserballtrainer tätig ist, studiert in den USA Finanzwesen an der Oklahoma Baptiste University in Oklahoma City und gehört dem dortigen universitären Sportclub an. Ihre sportliche Laufbahn begann sie beim Club Biguá de Villa Biarritz. Seit 2012 wird sie von Ibrahim Zaldivar trainiert.
Bei den Juniorensüdamerikameisterschaften 2007 in Venezuela gewann sie den Titel über 200 Meter Rücken und holte Silber auf der 100-Meter-Rückendistanz. Remersaro nahm an den Panamerikanischen Spielen 2007 in Rio de Janeiro, den Südamerikaspielen 2010 in Medellín und den Panamerikanischen Spielen 2011 in Guadalajara teil. Unter anderem ging sie auch bei den in Belém ausgetragenen Schwimmsüdamerikameisterschaften im März 2012 an den Start und erzielte über die 50-Meter-Rückenstrecke eine Zeit von 31,85 Sekunden.
Remersaro gehörte dem Aufgebot der uruguayischen Mannschaft für die Olympischen Sommerspiele 2012 an. In London startete sie über die 100-Meter-Rückenstrecke. Unter 45 Teilnehmerinnen belegte sie mit einer Zeit von 1:08,03 Minuten den 43. Rang und konnte lediglich die Armenierin Anahit Barseghjan und die Monegassin Angélique Trinquier hinter sich lassen. Für die Olympischen Spiele hatte sie sich aufgrund der auf der Frauenquote basierenden Auswahl durch den Uruguayischen Schwimmverband qualifiziert.
Sie nahm mit der uruguayischen Mannschaft an den Panamerikanischen Spielen 2015 in Toronto teil. Dort belegte sie über 100 Meter und 200 Meter Rücken jeweils den 16. Platz und wurde 21. auf der 100-Meter-Freistildistanz.

## Rekorde
Remersaro ist Inhaberin der uruguayischen Landesrekorde über 100 Meter Freistil (0:59,57 min), aufgestellt am 4. Juni 2011 in Cali, und 200 Meter Rücken (2:21,07 min), aufgestellt am 28. Juli 2011 in Shanghai. Mit Scanavino, A. Guerra und V. Sanchez stellte sie am 27. März 2009 in Mar del Plata zudem den gültigen uruguayischen Rekord in der 4-mal-100-Meter-Lagenstaffel (4:34,80 min) und am selben Ort zwei Tage später in der gleichen Zusammensetzung denjenigen in der 4-mal-100-Meter-Freistilstaffel (4:04,77 min) auf.